# 毛叶青冈
毛叶青冈（学名：Cyclobalanopsis kerrii）为壳斗科青冈属下的一个种。